# 法萊斯包圍戰

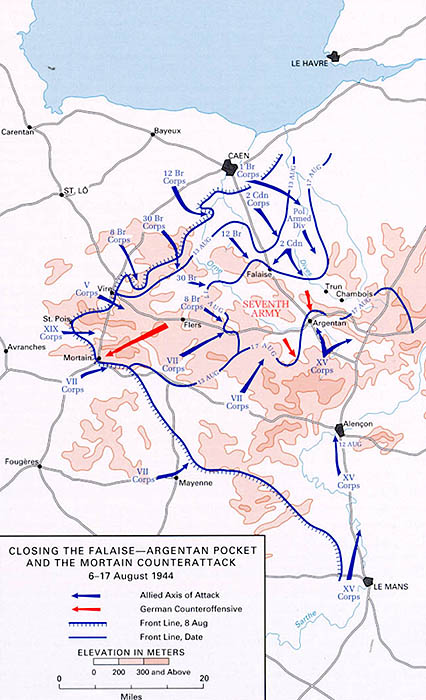

法萊斯包圍戰發生在1944年8月，是諾曼第登陸後深入法國內陸的一場戰役。在接近諾曼第卡爾瓦多斯省法莱斯城以及附近德勒、阿让唐、維穆捷與尚布瓦的四個法國鄉鎮，盟軍包圍並消滅德國第7軍團與第5裝甲軍團。

## 背景
1944年7月25日經過6個星期沿陷入僵持戰線上的消耗戰後，由奧馬爾·布萊德雷將軍指揮的美軍展開代號為眼鏡蛇行動的進攻，在聖洛附近突破了德軍防線。面對美國第12集團軍的攻擊下，諾曼第幾乎整個西半部的德軍防線崩潰。美軍在7月30日攻佔了阿夫朗什，將通向法國中部的大門打開。隨後巴頓指揮的美軍第3集團軍自蓬托博爾進入了布列塔尼半島，並持續向南和東南推進，以便從南面包圍德軍。德軍最高統帥部意識到了美軍攻占阿夫朗什所造成的極端危險的局面，於是希特勒下今集結所有裝甲師並自8月7日起在莫尔坦發動反攻（代號為吕蒂希行动）,以向阿夫朗什實施突擊，切斷突進的美軍第3集團軍同其後方的聯繫。命令中特別強調，任何情況不都不得讓敵人前出到戰役地幅。但由於同盟軍事前通過ULTRA竊聽到德軍裝甲集群進攻之情報，同盟軍對德軍展開猛烈的空襲使德軍的反攻在當天傍晚便停滯下來。
德軍反攻莫尔坦是草率不智的軍事行動:   當他們必須趕快往東逃出同盟軍包圍，坦克重武器應該優先支援向東突圍的德軍，但在此關鍵時刻竟調派部隊投入已無可挽回的西部戰場；在這過程中德軍軍力進一步被削弱，給予同盟軍將領布萊德雷與蒙哥馬利乘勝擴大包圍戰圍困整個西線的德軍的機會。
最初，同盟軍的計劃是由哈利·基華指揮的加拿大第1軍團自法莱斯南方向北進攻切斷德軍，並與美國第3軍團會師，此時第3軍團正在向北進攻阿让唐；由於意識到德軍將逃出包圍，英軍伯納德·勞·蒙哥馬利元帥立即修改作戰計劃:   把原先南北同盟軍會師修改為派大軍阻斷封閉德勒與尚布瓦距離11英哩（18公里）路段，以免德軍在此突圍向東逃走。

## 戰役

### 南部
8月9日，由菲利普·勒克萊爾指揮的法國第2裝甲師收復勒芒，巴頓將軍統領美國第3軍團第15軍於8月10日受令向北進攻，12日到達艾倫康，再繼續向埃庫謝鎮推進，最後在8月14日佔領阿让唐（位置在法萊斯鎮南方14哩（22公里））。這裡正是美軍布拉德利上將在經過英軍統帥蒙哥馬利允許後，越界至英軍戰線攻佔的目標城鎮（這決策也有艾森豪支持），也是提防加拿大軍孤軍深入北面，所以追上加拿大軍隊防區迅速改變位置。在過去曾經導致盟軍防區劃分上的攻守混亂；盟軍大軍持續向北追擊，已經使當地的數千德軍聞風未戰先行逃竄。
在布萊德雷等候關鍵的24小時以後，蒙哥馬利在8月15日才正式修改好戰略計劃，允諾美軍可以更深入北方作戰；8月19日，美軍第90步兵師攻佔尚布瓦，在阿让唐鎮東北方10公里，美軍與加軍在這裡會師——加軍是自北往南進攻，依照事先規劃堵住大諾曼第區德軍向東突圍缺口。
至此同時，美軍開始向西進攻，8月30日巴頓率領第3軍團於曼特斯鎮渡過塞納河，法軍第2裝甲師則早在8月24日解放巴黎。

### 北部
同時在北面，蒙哥馬利在的卡昂以南發起新的進攻，在最初的攻勢中加拿大第1軍團在8月9日實施總計行動，在最初的突破後，進展開始減慢，雖然整天遭到空中攻擊，德軍（包括武裝親衛隊第12希特勒青年團裝甲師）仍然對盟軍造成巨大損失，德軍在8月16日在法萊斯北面林地裹亦對加拿大軍第2步兵師進行堅強抵抗，而法萊斯則在8月17日被攻佔。
加拿大軍第4裝甲師在8月18日佔領德勒，在8月19日，他們奪取了德軍曾經佔領的聖朗貝爾上蒂弗村及與美軍在尚布瓦會師，打通了一條從法萊斯經德勒到尚布瓦的戰線，抵禦只有散兵游勇的德軍。南亞伯達團，亦就是今天的南亞伯達騎兵隊的前身，他們與加拿大阿蓋爾及薩瑟蘭高地團及林肯及韋蘭團在聖朗貝爾上蒂弗與德軍爆發了一場小規模的戰鬥，這支加拿大軍少於200人，卻令德軍陣亡、受傷及被俘大約3,000人。由于成功指揮了部隊頑強抗擊德軍，大衛·居里少校因而獲得維多利亞十字勳章。
同時在8月18日，在加拿大軍東面的由拉夫·馬切克指揮的波蘭第1裝甲師的87輛攻佔了262號山頭（法文叫Mont-Ormel，英文叫The Mace），以阻止被圍困的德軍從東面發動的任何反攻，他們在此地亦可以居高臨下觀察由尚布瓦到維穆捷的道路（現在已是唯一可逃出包圍圈的道路）及攻擊潰散的德軍，波蘭軍不斷重複及猛烈的攻擊，特別是在8月20日，當武裝親衛隊第2裝甲軍逃出包圍圈時，他們從維穆捷攻擊及突破，波軍共有325人陣亡、1,002人受傷及114人失蹤，他們在8月21日由加拿大第21裝甲團替代，而德軍大約有2,000人陣亡、5,000人被俘及有359輛車輛被擊毀。

### 在包圍圈內
由於在南面的美軍及法軍、西面的英軍及北面的加拿大軍及波蘭軍的聯合進攻，德軍在8月10日已知道自己面臨被包圍的危險，但阿道夫·希特勒仍然要求在阿夫藍士發動另一次反攻，而不是宣佈撤退。
在8月15日，希特勒下令瓦爾特·莫德爾代替京特·馮·克魯格出任西歐戰區總司令。希特勒在7月20日密謀案後已懷疑馮·克魯格是抵抗組織的成員，之後宣稱馮·克魯格嘗試率領其部隊向西方盟軍投降，但由於不能與盟國特命全權大使聯繫而失敗，而實際上克魯格（有其他德軍軍官證實）自己乘坐的車輛被盟軍的戰鬥轟炸機圍困及在盟軍的空中攻擊下不能行動直至日落，盟軍沒有向馮·克魯格提出任何投降的條件。數天後馮·克魯格自殺身亡。
第二天，德國第7軍團及第5裝甲軍團剩下的150,000名士兵幾乎完全被包圍，希特勒最後命令德軍撤向塞納河，實際上，撤退已從8月14日開始（由布特曼·克里斯多夫·馮·葛斯朵夫男爵策劃），希望能救出剩下的德軍裝甲師，德軍步兵在沒有任何支援下在波卡基衝出重圍，由於意圖到達狹窄的法萊斯走廊及逃生，德軍逃跑時毫無紀律可言。
在整個諾曼第戰役中，盟軍的皇家空軍第2戰術空軍及美國陸軍第9航空隊控制了整個戰場的制空權。但德軍在實際上只付出較少代價，因為他們分散及掩飾自己的防守位置和只是在晚間移動。在8月7日的莫尔坦反攻中，他們改為在日間移動及損失因而增加，現在他們被壓迫在一個狹窄的口袋內及嘗試在日間突圍，在盟軍的空中及炮火攻擊下變得大混亂，而燃燒的車輛冒起的濃煙覆蓋了戰場上空令盟軍飛機難以尋找攻擊目標，在一次皇家空軍的攻擊中，德軍損失了175輛坦克及數百名士兵。
德軍的撤退變成危急的潰退，他們沿著自己所說的在尚布瓦、聖朗貝爾、德勒及圖爾奈下佛爾幾條村莊之間的死路（Todesgang）逃命。直至8月21日，經過法國神父格里蒂·格羅德克與德軍戰地司令談判後，在包圍圈內剩下的德軍被命令放下武器投降。

## 結局

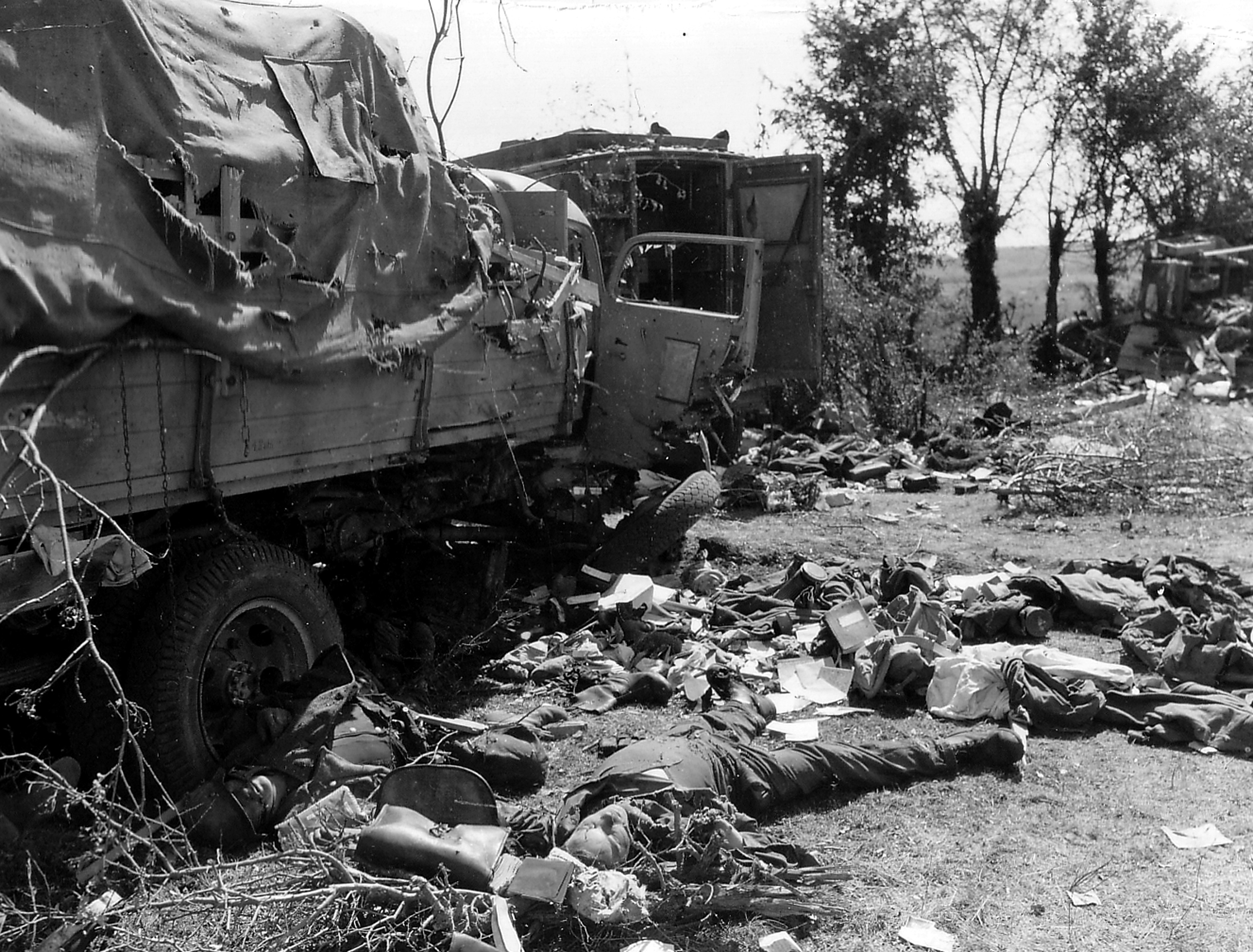
被摧毀的德軍運兵卡車及士兵屍體躺在通往尚布瓦鎮附近路邊，撤退德軍被盟軍空軍轟炸及炮擊毀滅

雖然約有100,000名德軍因為盟軍合圍的延遲（其中很多都負傷）而成功撤出，但是還是留下了40,000至50,000名士兵成了戰俘，超過10,000人陣亡。道路因為堆滿了被擊毀的車輛，而變得難以通行（原有880輛坦克及突擊炮，損失了730輛）。沒有一個裝甲師從諾曼第撤出後，還能擁有超過15輛坦克。在塞納河以西戰鬥的56個步兵師中，有18個全軍覆沒，有一個軍團指揮官、4個軍級指揮官及14名師長被俘，德軍損失了大約10,000門火炮及軍車，在8月22日，只有武裝親衛隊第9霍亨斯陶芬裝甲師及教導裝甲師能擁有超過15輛完好的坦克。
加拿大軍同樣承受了慘重的損失，約有5,500人陣亡、負傷或失蹤，其中有1,470人陣亡。波蘭軍則損失了1,441人，其中有325人陣亡，114人失蹤。
一些指揮官及戰爭歷史學家對不能俘獲大量德軍提出疑問，造成及縮小包圍圈是盟軍巨大的成功；但是有一些觀念，雖然封閉了包圍圈，送交當局審處的戰俘應該非常多，因此有一些人斷言波蘭軍處決了一定數量的德軍戰俘，因為這時候德軍正殘酷地鎮壓華沙起義。
美軍向北的進攻終止於友軍分界線，布萊德雷沒有要求移動分界線（不是不正常的程序），而蒙哥馬利亦沒有建議這樣做，雖然有需要避免友軍錯誤交火，及快速推進的單位可能成為友軍誤擊的受害者如果會師時缺乏良好協調，改變友軍分界線不一定做成自相殘殺，布萊德雷亦聲言他希望有一支強大的而不是一支力量不足的部隊及過度延伸的部隊封閉包圍圈，但是，第15軍在封閉包圍圈前向東的進攻掩飾了這個事實。
在各方面的個人個性影響下，爭論非常熾熱，特別是在戰爭後出版的回憶錄中。